# Petite Baie de La Ciotat
Petite Baie de La Ciotat est un tableau réalisé par Georges Braque en juin 1907. Cette huile sur toile est une marine fauve représentant La Ciotat, dans les Bouches-du-Rhône. Rachetée par l'artiste en 1959, elle est aujourd'hui conservée au musée national d'Art moderne, à Paris.